# 古羅馬花園

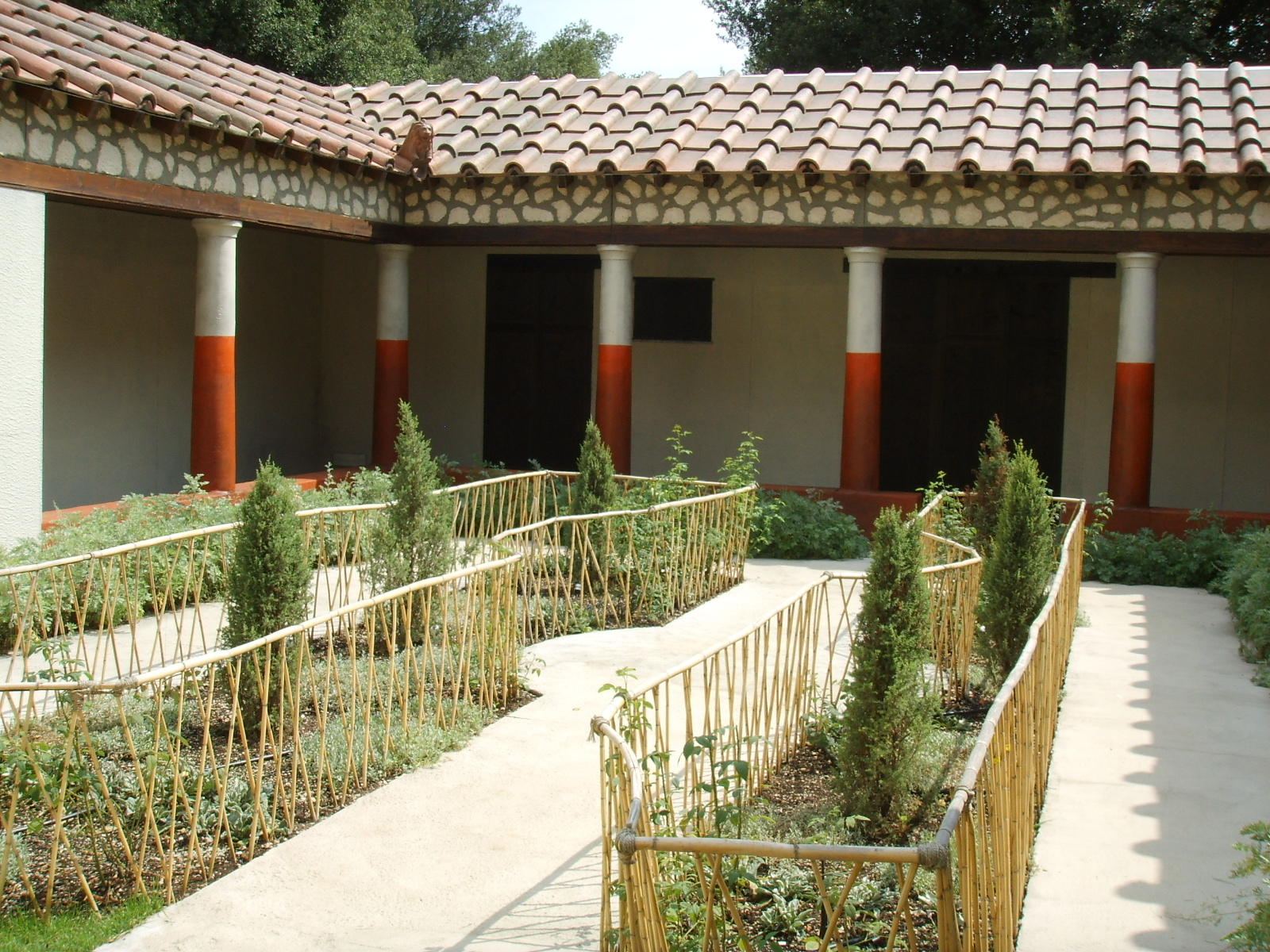
位於龐貝的畫家之家花園

在文明的發展下，古羅馬的園林和園藝水準高度發展。位於羅馬蘋丘的盧庫魯斯花園，在西元前60年將波斯風格園藝介紹至歐洲，当时花園被視為和平安寧之地，也是都市生活的避難所，具有宗教和象徵意義。而在羅馬文化發展並受到外國文化影響後，花園的用途也增加許多。古羅馬花園是義大利式花園的鼻祖。

## 外部連結
- Marie-Luise Gothein on the gardens of the Roman world（页面存档备份，存于）